# Бої за Харків (1918)

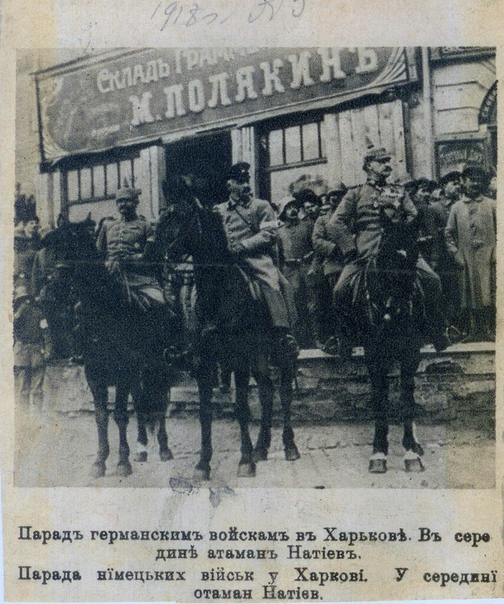

Бої під Харковом

## Історія
Після нетривалих боїв під Харковом на початку квітня 1918 року більшовики відступили на останню лінію оборони міста Харкова, яка була добре укріплена й проходила по лінії Мерчик — Огульці — Мерефа. Водночас німці вели наступ на Харків із північного заходу з боку Охтирки, на цій ділянці оборону тримали частини Сіверса, Примакова, Руднєва, Аусемма, Кіквідзе.
2-й Запорізький полк за допомогою броньовиків в ніч з 3-го на 4 квітня увірвалися на станцію Огульці й зайняли її, попри те що в районі станції курсував більшовицький бронепоїзд. 
Вранці 4 квітня бронедивізіон разом з піхотою посадженої на машини і кіннотою увірвались на станцію Люботин. А тим часом кіннота з броньовиком прорвалася в тил противника і підірвала залізничні колії між Люботином і Харковом. Червоноармійці не знаючи цього під час відступу з Люботина зазнали аварії на тій ділянці де було пошкоджено залізничне полотно, покидавши свої ешелони, більшовики відступили.
На станції Люботин в руки української армії потрапила велика кількість військового майна. Бронеавтомобілів 7, гармати, літаки, радіостанції, обмундирування, провіант та ін.
Після заняття Люботина Болбочан, бажаючи зберегти величезні склади військового майна в Мерефі від розграбування німцями, вислав туди загін який зайняв місто і взяв склади під свою охорону.
В ешелонах на станції Люботин було виявлено велику кількість розстріляних і порізаних коней, в одній із кімнат станції було виявлено велику кількість заарештованих засуджених до розстрілу. Біля колодязя на станції лежало багато трупів розстріляних і закатованих більшовиками переважно офіцерів.
Тим часом запорожці продовжували наступ і 7 квітня зайняли Харків.